# Городок (Нижегородская область)
Городок — поселок в Лукояновском районе Нижегородской области. Входит в состав Тольско-Майданского сельсовета.

## География
Находится в южной части Нижегородской области на расстоянии приблизительно 12 километров по прямой на юг-юго-восток от города Лукоянов, административного центра района.

## Население
Постоянное население составляло 24 человека (русские 100%) в 2002 году, 17 в 2010.